# Fortunato I di Grado
Fortunato (in latino Fortunatus; fl. VII secolo) è stato un vescovo italiano, patriarca di Aquileia durante lo scisma dei tre capitoli nel VII secolo.

## Biografia
La gran parte delle notizie sul suo conto proviene da una lettera di papa Onorio I, di cui si conservano solo alcune copie (forse falsate), e da alcune antiche fonti storiografiche, non più tarde della prima metà dell'XI secolo.
Nell'epistola, datata 18 febbraio 628, il pontefice ordina ai vescovi della Venetia et Histria di consacrare il suddiacono Primogenio, al quale aveva inviato il pallio già da qualche tempo, vescovo della diocesi cattolica di Aquileia, che aveva allora la sua sede a Grado. Evidentemente in quella data Fortunato non era più vescovo della città.
La Cronica de singulis patriarchis Nove Aquileie precisa che Fortunato aveva abiurato i canoni sanciti dal secondo Concilio di Costantinopoli, nel 553, aderendo invece allo scisma tricapitolino. La stessa fonte aggiunge che il prelato aveva trafugato preziosi da varie chiese e ospedali non solo di Grado, ma di tutta la provincia istriana, e che in ultima era fuggito stabilendosi nel castello di Cormons, nel regno dei Longobardi. Questi fatti sono in parte confermati dalla lettera di Onorio, il quale accenna di aver inviato una legazione presso re Arioaldo per chiedere la condanna di Fortunato e la restituzione dei tesori.
Cronica ed epistola divergono in un solo punto: secondo la prima, la denuncia di Fortunato fu presentata al papa da tutti i vescovi venetici e istriani, nonché dai chierici di Aquileia, mentre nella seconda si citano solo i chierici di Grado. L'ostilità di questi ultimi nei confronti del prelato si spiegherebbe con la scissione della diocesi di Aquileia avvenuta nel 606, anno in cui erano stati eletti due vescovi, l'uno con sede ad Aquileia, in territorio longobardo e aderente allo scisma, l'altro con sede a Grado, in territorio bizantino e di osservanza romana, entrambi con il titolo ufficiale di patriarca di Aquileia. Si presume, quindi, che Fortunato avesse tentato di riunire le due diocesi sotto la fede tricapitolina, approfittando forse delle invasioni di Avari e Persiani che impegnavano Costantinopoli in Oriente. Con i successi militari di Eraclio I i suoi intenti sarebbero falliti e avrebbe dovuto riparare presso i Longobardi. Una volta raggiunta Cormons, non si ha più alcuna notizia sul suo conto e non si ritiene fondata la tradizione che lo vorrebbe vescovo di Aquileia nei nove anni seguenti.
A differenza degli altri presuli descritti nella Cronica, per Fortunato non è specificato alcun estremo cronologico relativo al suo vescovado. I più presumono che egli fu eletto nel 626-627, venendo poi deposto nel 628. Esistono tuttavia altre ipotesi che riducono tale periodo a pochi mesi del 628, altre che invece ne anticipano l'inizio al 611.
Fortunato non compare nel noto Chronicon Venetum di Giovanni diacono e tanto meno nel Chronicon Gradense, che attuarono forse una damnatio memoriae su un personaggio scomodo per chi, come appunto i Veneziani, sosteneva il primato di Grado contro le rivendicazioni di Aquileia.